# Das Wahl

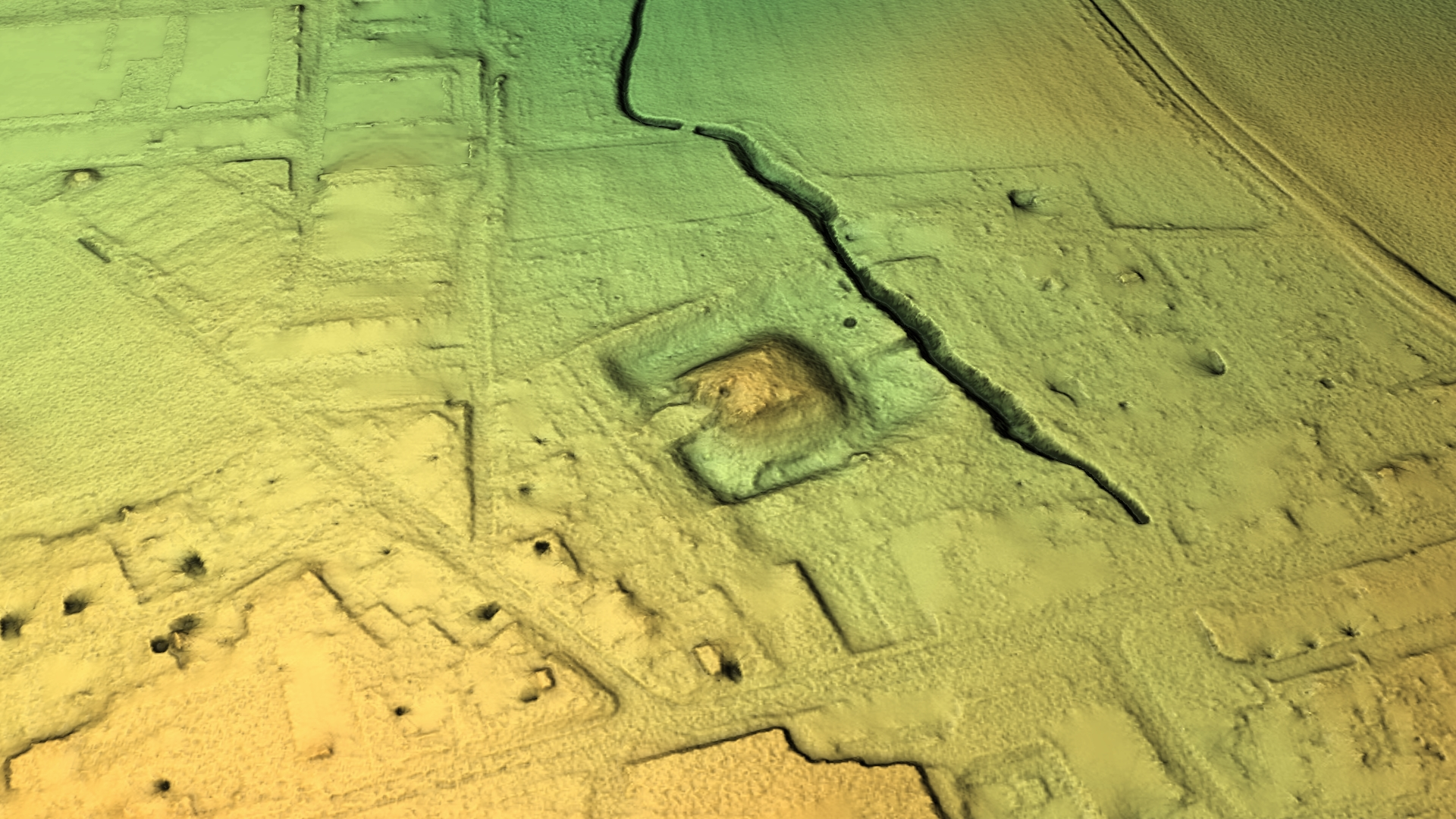
3D-Ansicht des digitalen Geländemodells

Das Wahl ist eine abgegangene Wasserburg in der Gemarkung von Berlstedt, einem Ortsteil der Landgemeinde Am Ettersberg im Landkreis Weimarer Land in Thüringen.

## Geschichte
Die Burgstelle, an der Nordwestecke des Dorfes, ist in der Niederung als Rest einer mittelalterlichen Herrenburg in Form einer abgerundeten rechteckigen Geländeerhebung erkennbar. 1157, 1222 und 1223 sowie 1240 wurden die Herren von Berlstedt urkundlich erwähnt. Infolge des Thüringer Grafenkrieges wurde die Burg zerstört.
Das Bodendenkmal ist in die Liste der Kulturdenkmale in Am Ettersberg eingetragen.